# Georges Piot
Pour les articles homonymes, voir Piot.
Georges Piot est un rameur français né le 14 septembre 1896 dans le 17e arrondissement de Paris et mort le 5 avril 1980 à Créteil.

## Biographie
Georges Piot naît le 14 septembre 1896 à Paris (18e arr.). Il est le fils de Delphine Angelina Robillard et de Louis Piot, marchands de vin résidant avenue de Clichy. La famille s’installe en 1900 à Joinville-le-Pont (Seine, act. Val-de-Marne) où elle exploite un établissement rue du Pont, dans le quartier du Centre. Le père meurt en mai 1907.
Mobilisé pendant la première guerre mondiale en avril 1915, Georges Piot devient sergent dans l’infanterie en octobre 1916. Pour son courage dans la transmission des renseignements, Piot est cité à l’ordre du régiment et décoré de la Croix de guerre.
Vivant à partir de 1921 sur l’île Fanac, Piot s’est établi à proximité du garage de la Société nautique de la Marne, un des principaux clubs d’aviron de la région parisienne où il est licencié et considéré comme un rameur de grande valeur. Entre 1921 et 1928, il gagne avec cette société de nombreux titres de champion de Paris et de France d’aviron, à deux, à quatre ou à huit.
Georges Piot a remporté la médaille d'argent en deux sans barreur aux Jeux olympiques d'été de 1924 à Paris avec Maurice Bouton. Il a aussi participé à l'épreuve de quatre avec barreur aux Jeux olympiques d'été de 1928 à Amsterdam, sans atteindre le podium.
Parallèlement à son activité sportive, Piot prend une part active à l’élaboration du programme puis à la constitution du comité d’union et d’action républicaines, organisation regroupant les différentes familles libérales et conservatrices dans la commune de Joinville.
Employé de banque, travaillant à la Bourse de Paris, Georges Piot est le fondateur en août 1927 de la section aviron de l’Association sportive de la Bourse, qui installe son club-house sur l’île Fanac. Elle devient en avril 1936 le Club Nautique de la Bourse.
Devenu président du Comité des régates internationales de Paris en 1930, Piot est l’organisateur des championnats de France d'aviron de 1931 et des championnats d'Europe la même année. Il initie en 1934 un match d’aviron Paris-Milan et s’implique dans la préparation pour les Jeux olympiques de 1936. Il quitte cette fonction en décembre 1935
Élu à la présidence de la Fédération des sociétés d'aviron de la région parisienne en janvier 1936, Georges Piot y promeut l’éducation sportive en milieu scolaire et s’entoure d’anciens rameurs. Il crée un brevet de rameur scolaire. Il est désigné comme vice-président de la Fédération française d'aviron.
Marié une première fois en août 1922 à Paris (18e) avec Laurentine Eugénie Julien, Georges Piot épouse en mai 1976 à Valence-sur-Baïse (Gers) Suzanne Marie Jeannine Bruno.